# Balat (Stambuł)

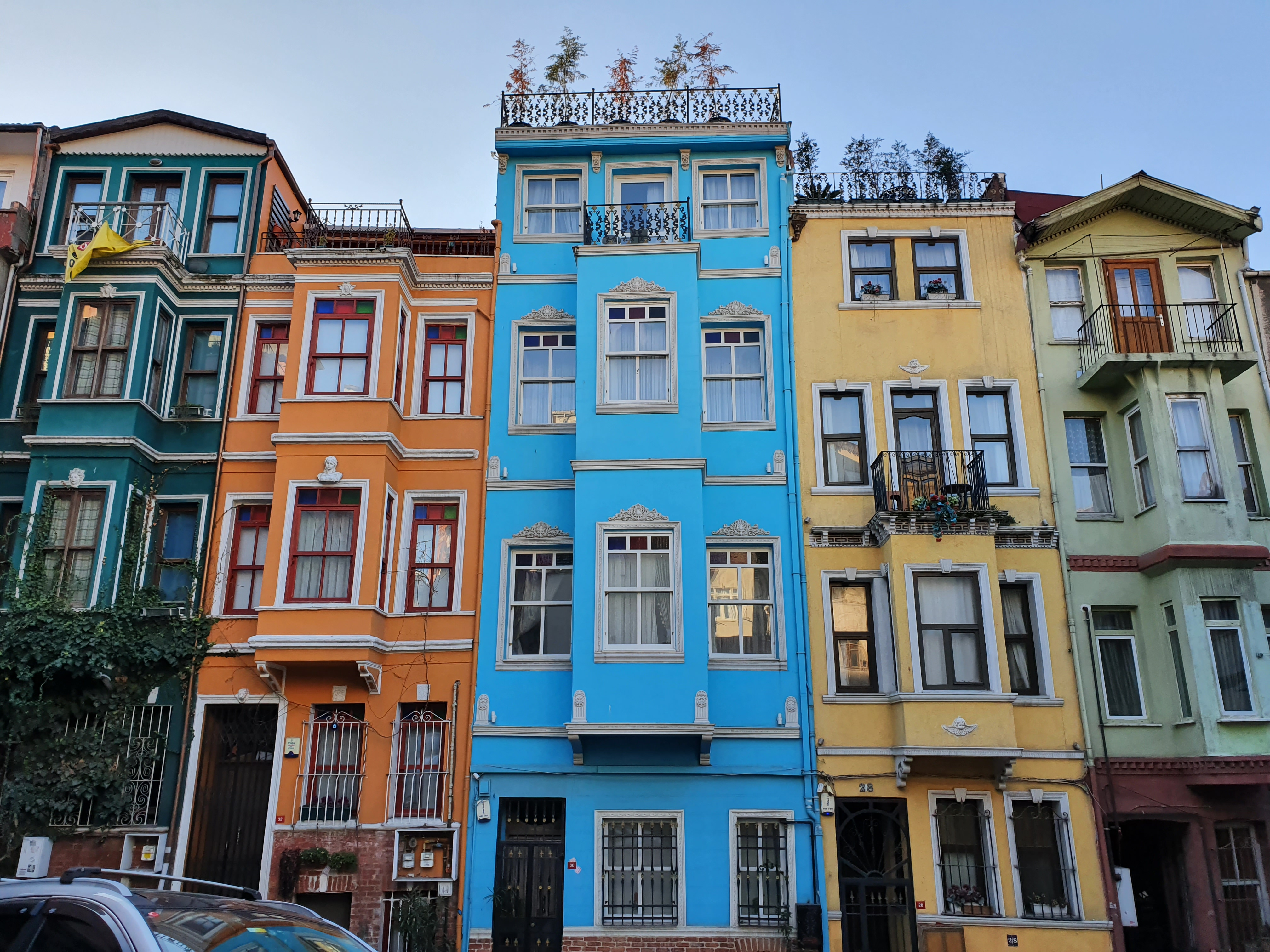
Domy Balat

Balat - historyczna dzielnica żydowska po europejskiej stronie Stambułu, w dystrykcie Fatih, na zachodnim brzegu Złotego Rogu. 
Dzielnica Balat była w przeszłości zamieszkana głównie przez Żydów Sefardyjskich. Po powstaniu Izraela w 1947 roku, większość z nich wyemigrowała. W latach 70. dzielnicę zasiedlili Kurdowie, pochodzący  ze wschodniej i południowo-wschodniej Anatolii, i którzy dziś stanowią większość populacji.
W dzielnicy znajdują się dwie z najstarszych synagog Stambułu, Synagoga Ahrida oraz Synagoga Yanbol. 
Inną dzielnicą w przeszłości związaną z osadnictwem żydowskim jest Kuzguncuk, po azjatyckiej stronie miasta. 